# Calatayud (stacja kolejowa)
Calatayud – stacja kolejowa położona na wschód od Calatayud, we wspólnocie autonomicznej Aragonia, w Hiszpanii. Przez stację przechodzą pociągi średniego dystansu i dalekobieżne oraz międzynarodowe. Stacja znajduje się na linii dużej prędkości Madryt-Saragossa-Barcelona.